# Too Low for Zero
Too Low for Zero (estilizado como 2 ▼ 4 0) es el título del 17°. álbum de estudio grabado y realizado por el cantautor y músico inglés Elton John, publicado en 1983. Por primera vez desde Blue Moves, de 1976, Bernie Taupin, quien continúa en su trabajo hasta el presente, compuso todas las letras. Ante la insistencia de Taupin, John decidió volver a lo básico y volvió a trabajar con Taupin a tiempo completo. También reunió a sus compañeros de principios de la década de 1970: Dee Murray, Nigel Olsson, Davey Johnstone, Ray Cooper, Kiki Dee y Skaila Kanga (quien tocaba el arpa en el segundo álbum de estudio del cantante, el homónimo Elton John). El productor del álbum fue Chris Thomas y se grabó en Air Studios, en Montserrat (el mismo estudio de Jump Up!), y Sunset Sound Recorders, en Hollywood. Por primera vez desde Empty Sky, Elton toca el teclado en todas las canciones del álbum, y volvería a hacerlo en el siguiente álbum de estudio, Breaking Hearts.
Todas las caras B que se publicaron como sencillos en los Estados Unidos provienen de las sesiones de 21 at 33, de 1980, y ya se habían publicado como sencillos en Europa.

## Grabación
Por primera vez desde Blue Moves en 1976, todas las letras fueron escritas por Bernie Taupin. John también se reunió con el núcleo de su banda de acompañamiento de principios de la década de 1970: Dee Murray, Nigel Olsson y Davey Johnstone, así como con Ray Cooper, Kiki Dee y Skaila Kanga (quien tocó el arpa en el álbum homónimo de John y en Tumbleweed Connection).

## Producción
El álbum fue producido por Chris Thomas y grabado en AIR Studios en Montserrat (el mismo estudio de Jump Up!) y Sunset Sound Recorders en Hollywood.
Por primera vez desde A Single Man, John tocaba sintetizadores además del piano, desde que James Newton Howard dejó la banda. John sintió que los sintetizadores le permitían escribir mejores canciones de rock rápido, ya que no estaba del todo contento con tales composiciones interpretadas en el piano.
El álbum fue escrito y grabado en aproximadamente dos semanas, y las sobregrabaciones se completaron en una semana.

## Lanzamiento
La edición LP original del álbum presentaba una portada troquelada con una funda interior especial. Las cuatro formas que se muestran en la portada fueron recortadas, con los colores (que se muestran como manchas de tinta en la funda interior) a través de los agujeros. El lanzamiento en CD japonés de SHM de 2010 del álbum es la única versión en CD que replica el empaque del LP original con el diseño troquelado.
Todas las caras B lanzadas en sencillos de EE. UU. a partir de este momento se originan en su álbum de 1978 A Single Man y 21 en 33 sesiones de 1980. También se lanzaron previamente en sencillos europeos. Low for Zero fue certificado oro en enero de 1984 y platino en octubre de 1995 por la RIAA.

## Recepción
Al revisar el álbum en Rolling Stone, Don Shewey comentó: "Elton John y Bernie Taupin han escrito algunos sencillos de gran éxito, pero desde el primer LP de Elton John, nunca han producido un álbum con material de primer nivel consistente. Y aunque demasiado bajo para Zero es un gran paso adelante de los perdedores como Blue Moves y A Single Man, tampoco se mantiene unido". Elogió la energía pegadiza de "I'm Still Standing", "Kiss the Bride", "Crystal" y "Too Low for Zero", y aprobó la forma en que esas cuatro canciones sintetizaron los estilos de artistas populares como The Pointer Sisters y Joe Jackson. Sin embargo, sintió que el resto del álbum adolecía de letras deficientes, y encontró que la morbosidad de "Cold as Christmas" y "One More Arrow" era especialmente desagradable.

## Lista de canciones
Todas las canciones fueron compuestas por Elton John y Bernie Taupin, excepto cuando se aclara.

### Cara A
1. "Cold as Christmas (In the Middle of the Year)" – 4:22
2. "I'm Still Standing" – 3:02
3. "Too Low for Zero" – 5:47
4. "Religion" – 4:07
5. "I Guess That's Why They Call It the Blues" (Elton John, Bernie Taupin, Davey Johnstone) – 4:42

### Cara B
1. "Crystal" – 5:06
2. "Kiss the Bride" – 4:24
3. "Whipping Boy" – 3:47
4. "Saint" – 5:20
5. "One More Arrow" – 3:35

### Extras (versión de 1998)
1. "Earn While You Learn" (Lord Choc Ice (Elton John)) – 6:46
  - Cara B de "I'm Still Standing", grabado en 1978 y publicado de nuevo como un sencillo de 12".
2. "Dreamboat" – 7:34
  - Cara B grabado en 1978. Letra de Gary Osborne.
3. "The Retreat" – 4:46
  - Cara B en Gran Bretaña, de 1982, grabado durante las sesiones para The Fox.

| Canción                                                       | Formato                                                                                 |
| ------------------------------------------------------------- | --------------------------------------------------------------------------------------- |
| "Choc Ice Goes Mental"                                        | I Guess That's Why They Call It the Blues 7" (Reino Unido) / Kiss the Bride 7" (EE.UU.) |
| "The Retreat"                                                 | I Guess That's Why They Call It the Blues 7" (EE.UU.)                                   |
| "Love So Cold"                                                | I'm Still Standing 7" (EE.UU.)                                                          |
| "Earn While You Learn"                                        | I'm Still Standing 7" / 12" (Reino Unido)                                               |
| "Dreamboat"                                                   | Kiss the Bride 7" (versión editada) / 12" (versión completa) (UK)                       |
| "I'm Still Standing" (versión extendida)                      | I'm Still Standing 12" (Reino Unido)                                                    |
| "Je Veux De La Tendresse" (versión francesa de "Nobody Wins") | Cold as Christmas 12" (Reino Unido)                                                     |

## Créditos
- Elton John - teclado, voz principal.
- Davey Johnstone - guitarra, voz.
- Dee Murray - bajo, voz.
- Nigel Olsson - batería, voz.
- Ray Cooper - percusión en "Cold as Christmas (In the Middle of the Year)", "Earn While You Learn" y "Dreamboat".
- Skaila Kanga - arpa en "Cold en Christmas (In the Middle of the Year)".
- Kiki Dee - voz en "Cold en Christmas (In the Middle of the Year)".
- Stevie Wonder - armónica en "I Guess That's Why They Call It the Blues".
- James Newton-Howard - arreglos en "One More Arrow".
- Tim Renwick - guitarra en "Earn While You Learn" y "Dreamboat".
- Steve Holly - batería
- Clive Franks - bajo
- Steve Lukather - guitarra en "The Retreat".
- Reggie McBride - bajo en "The Retreat".
- Alvin Taylor - batería en "The Retreat".
- David Paich - órgano en "The Retreat".

## Certificaciones
| Región                                                | Certificado | Unidades/ventas |
| ----------------------------------------------------- | ----------- | --------------- |
| Australian Recording Industry Association             | Platino x5  | 350.000         |
| Music Canada                                          | Platino     | 100.000         |
| Syndicat National de l'Édition Phonographique         | Oro         | 100.000         |
| Bundesverband Musikindustrie                          | Oro         | 250.000         |
| Federazione Industria Musicale Italiana               | Oro         | 50.000          |
| Recorded Music NZ                                     | Platino x2  | 30.000          |
| España                                                |             | 49.000          |
| International Federation of the Phonographic Industry | Oro         | 25.000          |
| British Phonographic Industry                         | Platino     | 300.000         |
| Recording Industry Association of America             | Platino     | 1.000.000       |